# Deadman Wonderland
Deadman Wonderland (デッドマンワンダーランド Deddoman Wandārando?) és una sèrie manga escrita per Jinsei Kataoka i il·lustrada per Kazuma Kondou, conegut per crear el manga Eureka Seven, i publicada en la revista Shonen Ace, de l'editorial Kadokawa Shoten des de 2007.
El 2011 l'estudi Manglobe va fer-ne un anime, que només adaptava els primers 21 capítols del manga deixant així la trama inacabada.
El vestit d'un dels personatges, Shiro, apareix al vídeojoc Lollipop Chainsaw.

## Argument
Una anomalia massiva va causar un gran terratrèmol que va devastar la part continental del Japó i va destruir la major part de Tòquio, enfonsant tres quartes parts de la ciutat a l'Oceà Pacífic.
Deu anys després, Ganta Igarashi, un estudiant de novè grau aparentment ordinari i dels pocs sobrevivents del gran terratrèmol assisteix a l'institut de la Prefectura de Nagano, Ganta no conserva cap record de la tragèdia i té una vida normal.
Tot canvia quan una persona misteriosa coberta de sang i armadura vermella flota a través de les finestres de la seva aula i massacra tota la seva classe, però evita fer mal a Ganta a qui li enganxa un fragment de cristall vermell al pit. En Ganta com a únic sobrevivent de la seva classe és detingut com a sospitós de l'assassinat i jutjat. En el judici es presenten proves clarament A causa de les proves falses presentades en contra seva, és condemnat a mort a Deadman Wonderland, una presó que fa les funcions d'un parc d'atraccions i que és dirigida pel capità Tsunenaga Tamaki (que es va fer passar per l'advocat de Ganta i va ser secretament responsable de les proves manipulades).
A la presó, Ganta és equipat amb un collar especial que controla la seva ubicació i les seves constants vitals a l'hora que li injecta un verí constantment en el torrent sanguini. En aquesta presó es produeixen una sèrie de jocs macabres anomenats, Carnival Corpse, per entretenir al públic on els participants són els mateixos presoners, els quals molts cops s'apostaran la seva vida en cada un dels jocs, la recompensa que poden obtenir és uns caramels salvavides, els quals tenen un antídot per contrarestar temporalment el verí i prolongar la seva vida.
Mentre en Ganta intenta sobreviure com a pres al corredor de la mort, tindrà la intenció de trobar l' "Home Vermell", culpable del genocidi, per poder ser inculpat dels crims que l'han acusat.

#### Carnival Corpse
Deadman Wonderland gestiona un joc secret semblant a una lluita de gladiadors anomenat el Carnival Corpse (en català: Carnaval de cadàvers), on donants anònims i adinerats paguen per veure combats a mort entre els Deadmen de la presó (persones condemnades a mort). Els espectadors del Carnival Corpse també fan les seves apostes sobre qui guanyarà. El guanyador rep una gran quantitat de punts de cast (els permet adquirir béns a la presó), caramels salvavides i altres premis.
Els Deadmen derrotats, però que sobreviuen al joc, tenen una part de la seva anatomia extirpada mitjançant cirurgia per a la investigació científica, la qual cosa es retransmet com a part de l'emissió posterior al joc del Carnival Corpse. La part extirpada es decideix mitjançant una ruleta amb forma d'ocell per determinar quina part del cos del perdedor serà extirpada (amb l'espectacle retransmès en directe a la resta de presoners). Les parts que poden ser extirpades són, els ulls, les cordes vocals, ronyons, cabells, la mà, la llengua, el llavi, el nas, la cama, les dents, l'ungla, el cor, els pulmons i el cervell.

## Personatges
Ganta Igarashi (五十嵐 丸太, Igarashi Ganta)
Seiyū: Romi Park
Ganta és un noi de 14 anys al qual se l'identifica com el Presoner 5580 de Deadman Wonderland. La classe sencera de Ganta va ser assassinada pel misteriós "Home Vermell". Per raons desconegudes, l'"Home Vermell" va deixar viu a Ganta i se'n va anar, però no abans d'incrustar-li un cristall vermell al pit. Sent l'únic supervivent, en Ganta és jutjat en un tribunal i defensat pel promotor de Deadman Wonderland, Tsunenaga Tamaki, el qual es fa passar per advocat i secretament incrimina Ganta amb un vídeo fals en el qual surt dient que va ser el responsable de la mort dels seus companys de classe, després de veure això, Ganta és declarat culpable i sentenciat a mort. En Ganta desenvolupa un poder anomenat "Branca del Pecat", una estranya habilitat que ha desenvolupat ell i alguns altres presoners de DW. Aquest poder consisteix a ser capaç de manipular la sang del mateix usuari del poder. En el cas d'en Ganta, ell és capaç de disparar la seva sang solidificada com si fossin projectils. La debilitat més gran de l'habilitat d'en Ganta és que perd la sang amb cada bala que dispara. Quan més llarga sigui la durada d'una lluita i més sang utilitza, el risc en el qual se sotmet en Ganta és major, ja que pot arribar a patir anèmia i desmaiar-se. Va ser concebut amb l'objectiu de ser l'objecte de proves de l'experiment que la seva mare investigava, però en el moment de l'entrega, es retreu i proposa Shiro com a reemplaçament, condemnant-la a una vida de sofriment. Originalment, la seva mare li havia posat el nom "Maruta" perquè havia de ser l'objecte de l'experiment.
Shiro (シロ)
Seiyū: Kana Hanazawa

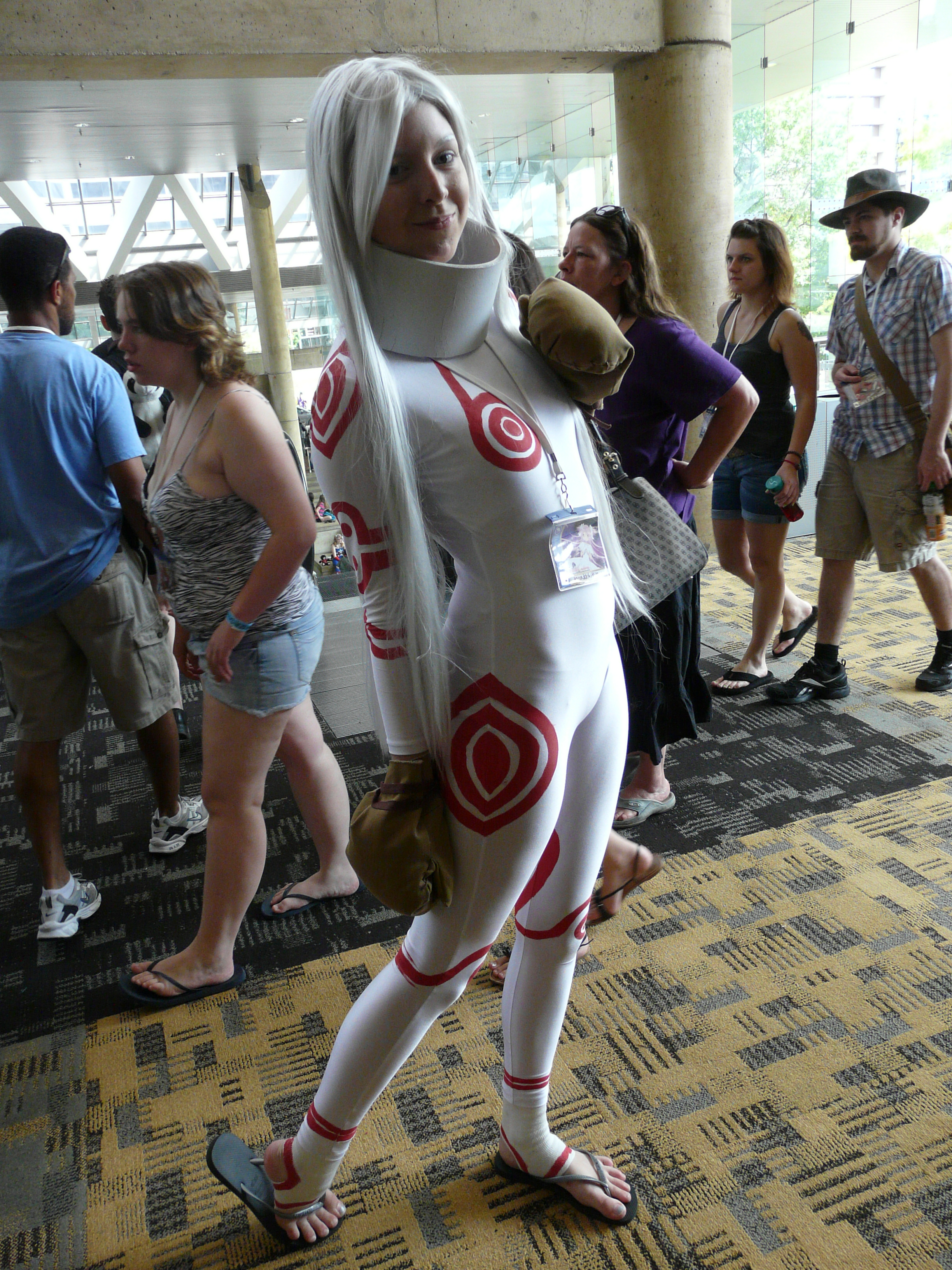
Cosplayer en una convenció de manga/anime disfraçada de Shiro

Shiro és una misteriosa noia albina i filla adoptiva de Hagire Rinichirō que Ganta troba quan arriba a la presó. A diferència de la població normal de la presó que vesteix la roba d'intern, Shiro porta una vestimenta ajustada coberta amb senyals de remolins vermells i no està registrada amb cap número. Ella no porta sabatilles i prefereix estar descalça i utilitza guants a les mans. És summament atlètica i és inhumanament forta. Malgrat estar a prop de l'edat de Ganta, Shiro parla en oracions infantils i fragmentades, i té una personalitat senzilla i innocent. Sent força interès per en Ganta i recorre grans distàncies per anar a protegir-lo. Aquesta actitud es deu al fet que Ganta era l'únic amic de Shiro quan ella era molt més jove, tot i que Ganta no pot recordar aquells temps. Malgrat la vida a Deadman Wonderland, Shiro sembla ser capaç de moure's a tot arreu de la presó sense cap dificultat, ja que ha viscut al complex durant molt de temps, i és capaç de viatjar a través de les diferents obertures amb facilitat, té l'hàbit d'aparèixer de sobte del no-res. Shiro va ser infectada amb un virus misteriós que li va atorgar habilitats que estaven sent investigades per la mare de Ganta, Sorae Igarashi. En els anys següents, Shiro va ser sotmesa a horribles experiments en un esforç per forçar el seu cos i el virus dins d'ella a "evolucionar" essent ella el primer Deadman. El trauma d'aquest tractament tortuós va fer que Shiro desenvolupés una personalitat homicida i maníaca, anomenada "Wretched Egg" (Ou Podrit o Infeliç, depenent de la traducció). Sense adonar-se de la veritable naturalesa del seu objectiu, Ganta coneix Wretched Egg com l'"Home Vermell" a causa de la roba pesada que porta, inspirada en el personatge favorit de Ganta, en Aceman.
Wretched Egg
Conegut també per Ganta com "L'Home Vermell", és el cor i l'extensió de les habilitats de la "Branca del Pecat" de Shiro. El seu cos està limitat per certes restriccions, que inicialment eren per estar en captiveri dins de Deadman Wonderland. A part d'això, la part inferior de la seva cara és l'única part que es pot veure del seu cos. Les seves capacitats són el control de la sang així com manipular l'entorn (manipulació del vent, telequinesis i llançar esferes d'aire comprimit que destrueixen tot el que troben). Es la responsable de la mort de la classe sencera de Ganta així com també el que va incrustar el cristall vermell dins del pit de Ganta. També és el responsable del terratrèmol que va enfonsar Tòquio.
Senji Kiyomasa (千地 清正)
Seiyū: Masayuki Katou
Senji, conegut com "Crow", és el primer Deadman que Ganta troba a la presó. Ell és extremadament sanguinari en les lluites i, com a resultat, gaudeix de la seva vida a la presó i dels duels al "Carnival Corpse". És el primer oponent d'en Ganta, Senji aparentment dominava la lluita, però perd la lluita contra en Ganta ja que ell aconsegueix colpejar-lo al pit. Com a càstig per perdre, li van treure l'ull dret. Torna més tard amb un penjoll a l'ull.
Ajuda a Ganta donant-li assistència en forma d'estímul i assessorament, insistint que no perdessin de nou. El poder de la seva Branca del Pecat és convertir la seva sang en ganivetes increïblement afilats que sobresurten dels seus avantbraços, les Crow Claws. Senji pot realitzar un atac a la velocitat del so que ell anomena Invisible Black. Ell va ser l'encarregat de posar el nom "Ganta Gun" als atacs de Ganta, no obstant en Ganta odia aquest nom. La seva frase preferida és "Un tall perfecte", li fa vergonya i es posa nerviós quan una dona actua de forma inadequada això es veu reflectit quan va conèixer a la Shiro per primera vegada, al veure que aquesta poca roba, en Senji li dona la seva jaqueta argumentant "que una noia no ha d'estar amb robes tan ajustades".
En Senji va ser un exoficial de policia abans del terratrèmol a Tòquio. Les inicials que té a l'ull dret són les inicial de les seves camarades morts per suposadament culpa seva.
Tsunenaga Tamaki
Seiyū: Junichi Suwabe
Al principi de la història es fa passar pel defensor de Ganta per així poder incriminar-lo i que aquest acabi a Deadman Wonderland. És un dels principals antagonistes de la història, està obsessionat amb tenir el control i tracta els presoners com a les seves titelles. Als "Deadman" o a les persones que tenen la capacitat d'utilitzar les Brànques del Pecat els manté aïllats al Bloc G, un lloc ocult (no apareix en els plànols de les instal·lacions) a Deadman Wonderland on viuen els Deadmen i es realitza el Carnival Corpse, esdeveniment en què els Deadman han de lluitar els uns contra els altres per així guanyar Cast Points i no rebre el càstig del perdedor (perdent així alguna part del seu cos).

## Contingut de l'obra

### Manga
Deadman Wonderland va iniciar-se com una sèrie de manga escrita per Jinsei Kataoka i il·lustrada per Kazuma Kondou, publicada per primera vegada al maig de 2007 a la revista Shōnen Ace, de l'editorial Kadokawa Shoten. La sèrie també està llicenciada als Estats Units per TOKYOPOP; a França per Kana, a Mèxic per Editorial Kamite i a Espanya per Ivrea. A mitjan del 2012 el manga va aturar la seva serialització quan anaven pel capítol 51 a causa que Jinsei Kataoka estava embarassada, no obstant això, a través del seu compte de Twitter, l'autora va confirmar que el manga tornaria a les pàgines de la Shonen Ace a partir del 26 de gener. Finalment, el manga va concloure el 26 d'agost de 2013 amb un total de 13 volums.
| Volum | Data de publicació     | ISBN                   |
| ----- | ---------------------- | ---------------------- |
| 1     | 26 de setembre de 2007 | ISBN 978-4-04-713974-9 |
| 2     | 26 de desembre de 2007 | ISBN 978-4-04-715014-0 |
| 3     | 26 de maig de 2008     | ISBN 978-4-04-715065-2 |
| 4     | 25 d'octubre de 2008   | ISBN 978-4-04-715126-0 |
| 5     | 25 d'abril de 2009     | ISBN 978-4-04-715207-6 |
| 6     | 26 d'agost de 2009     | ISBN 978-4-04-715279-3 |
| 7     | 26 de gener de 2010    | ISBN 978-4-04-715365-3 |
| 8     | 26 d'agost de 2010     | ISBN 978-4-04-715506-0 |
| 9     | 26 de març de 2011     | ISBN 978-4-04-715652-4 |
| 10    | 26 de maig de 2011     | ISBN 978-4-04-715699-9 |
| 11    | 8 d'octubre de 2011    | ISBN 978-4-04-715710-1 |
| 12    | 25 de maig de 2013     | ISBN 978-4-04-120730-7 |
| 13    | 26 d'agost de 2013     | ISBN 978-4-04-120777-2 |

### Novel·la lleugera
De la història se n'han derivat 2 novel·les lleugeres que aprofundeixen més en alguns detalls de la trama. La primera va sortir a la venda l'1 de maig de 2011 amb el títol «Deadman Wonderland 上» i l'altra l'1 d'agost amb el títol «Deadman Wonderland 下 ». Totes dues estan escrites per Akira Mutsuzuka i il·lustrades per Kazuma Kondo i Jinsei Kataoka.
| Volum     | Data de publicació | ISBN                   |
| --------- | ------------------ | ---------------------- |
| 上 (Alt)  | 1 de maig de 2011  | ISBN 978-4-04-470724-8 |
| 下 (Baix) | 1 d'agost de 2011  | ISBN 978-4-04-470725-5 |

### Anime
El 2011, la sèrie va tenir-ne una adaptació a anime de 12 episodis feta per l'estudi Manglobe. Es va emetre per 9 canals de televisió al Japó, la majoria per estacions independents UHF de distribució local, estrenant-se el 16 d'abril de 2011 en dues cadenes simultàniament, TV Kanagawa i Gifu Broadcasting; i a nivell nacional el 22 d'abril per part de BS NTV. També per stream, Crunchyroll, va comprar-ne els drets per emetre-la per internet.
Aquesta adaptació compta amb menys personatges que el manga, arribant fins al capítol 21 del mateix amb un final lleugerament diferent a la història original.
| Volum | Títol | Capítol manga       | Data d'emissió      |
| ----- | --- | ------------------- | ------------------- |
| 1     | «Corredor de la mort» «Shikeisyuu» (死刑囚)                                                              | Capítol 1           | 16 d'abril de 2011  |
| 2     | «Antídot (Candy)» «Gedokuzai (Kyandi)» (解毒剤 (キャンディ))                                             | Capítols 2 i 3      | 23 d'abril de 2011  |
| 3     | «Bloc G» «Jī tō» (Ｇ棟)                                                                                  | Capítols 4 i 5      | 30 d'abril de 2011  |
| 4     | «Corb, Corb» «Kurō Kurō» (クロウ・クロウ)                                                                | Capítols 6          | 7 de maig de 2011   |
| 5     | «Carnaval de Cadàvers (Carnival Corpses)» «Shiniku-sai (Kānibaru Kōpusu)» (死肉祭(カーニバル・コープス)) | Capítols 7 i 8      | 14 de maig de 2011  |
| 6     | «Colibrí» «Hamingu Bādo» (ハミング・バード)                                                              | Capítols 9 i 10     | 21 de maig de 2011  |
| 7     | «Pecat Original (Wretched Egg)» «Genzai (Rechiddo Eggu)» (原罪 (レチッド・エッグ))                       | Capítols 11 i 12    | 28 de maig de 2011  |
| 8     | «Cadena lliure (Scar Chain)» «Jiyū no Kusari (Sukā Chein)» (自由の鎖(スカーチェイン))                    | Capítols 13 i 14    | 4 de juny de 2011   |
| 9     | «Oxidant (Menjador de Cucs)» «Sanka Sokushin-zai (Wāmu Ītā)» (酸化促進剤(ワームイーター))                | Capítols 14 i 15    | 11 de juny de 2011  |
| 10    | «Porter (Undertaker)» «Hakamori (Andāteikā)» (墓守 (アンダーテイカー))                                   | Capítols 16 i 17    | 18 de juny de 2011  |
| 11    | «GIG de la desesperació» «Zetsubō no GIG» (絶望のGIG)                                                    | Capítols 17 i 18    | 25 de juny de 2011  |
| 12    | «Auxili (Agraïm la mort)» «Kyūsai (Gureitofuru Deddo)» (救済 (グレイトフルデッド))                       | Capítols 19, 20, 21 | 2 de juliol de 2011 |

#### Banda sonora
L'anime utilitza dues cançons com a opening i ending. Des del capítol dos fins a l'últim, la cançó d'opening és "One Reason" interpretada per fade, i l'ending és des del capítol un fins a l'onze, "Shiny Shiny" (シャイニーシャイニー, Shainī Shainī) per Nirgilis. El primer capítol no utilitza l'opening, mentre que l'últim no utilitza l'ending.

#### OVA
Una OVA anomenada Deadman Wonderland OAD d'un únic capítol va sortir a la venda com un paquet especial juntament amb el volum 11 del manga el dia 8 d'octubre de 2011.
La història de l'OVA tracta sobre la vida de Kiyomasa Senji (Crow) abans d'ingressar a la presó, quan es desempenyava com a policia a Tòquio. Però difereix a la història relatada al manga ja que afegeix antagonistes que no apareixen en ell i relata esdeveniments originals de l'OVA.